# Koenraad Keyer
Dr. Koenraad Keyer (Ten Boer, 13 maart 1903 – 3 april 1977) was directeur-geneesheer van het Stads- en Academisch Ziekenhuis Utrecht (SAZU) en leider van het medisch front der NSB. Hij behaalde zijn arts-diploma en doctors-bul aan de Universiteit van Groningen. In 1930 vestigde hij zich in Meeden-Westerlee als huisarts. Op 12 juli 1947 verschijnt er een schuldbelijdenis, ondertekend door Keyer en andere voormalig NSB'ers, in De Vrije Alkmaarder.